# Pampas (Tayacaja)
Pampas é uma cidade do Peru, localizada no departamento de Huancavelica, com cerca de 5 mil habitantes. Pampas é a capital da província de Tayacaja.

## Transporte
O distrito de Pampas é servido pela seguinte rodovia:
- PE-3SD, que liga a cidade de San Miguel de Mayocc ao distrito de Ñahuimpuquio
- HV-124, que liga a cidade ao distrito de Izcuchaca
- PE-3S, que liga o distrito de La Oroya à Ponte Desaguadero (Fronteira Bolívia-Peru) - e a rodovia boliviana Ruta 1 - no distrito de Desaguadero (Região de Puno)  [1][2][3]